# Nemaspela taurica
Espèce
Synonymes
- Phalangodes taurica Lebedinsky, 1914

Nemaspela taurica est une espèce d'opilions dyspnois de la famille des Nemastomatidae.

## Distribution
Cette espèce est endémique de Crimée en Ukraine. Elle se rencontre dans la grotte Ajutišik.

## Description
L'holotype mesure 1,5 mm.

## Systématique et taxinomie
Cette espèce a été décrite sous le protonyme Phalangodes taurica par Lebedinsky en 1914. Elle est placée dans le genre Nemastoma par Roewer en 1951 puis dans le genre Nemaspela par Staręga en 1978.

## Étymologie
Son nom d'espèce lui a été donné en référence au lieu de sa découverte, la Tauride.

## Publication originale
- Lebedinsky, 1914 : « Къ фаунѣ Крымскихъ пещеръ. » Zapiski Novorossijskago Obscestva Estestvoispytatelej - Mémoires de la Société des Naturalistes de la Nouvelle-Russie, vol. 40, no 1, p. 113–129.